# Três Passos Atlético Clube
Três Passos Atlético Clube, comúnmente conocido como Três Passos, es un club de fútbol brasileño con sede en Três Passos, Rio Grande do Sul.

## Historia
El club fue fundado el 9 de febrero de 1966. Ganaron el Campeonato Gaúcho de Tercer Nivel en 1969, superando a Tupi.

## Logros
- Campeonato Gaúcho Tercer Nivel :
  - Ganadores (1): 1969

## Estadio
El Três Passos Atlético Clube juega sus partidos como local en el Estádio Municipal Elias de Medeiros. El estadio tiene una capacidad máxima de 3000 personas.